# 電源重啟
電源重啟（英語：Power cycling）是指將一個電器設備（多半是電腦）的電源關閉後再打開的行為。電源重啟的原因包括讓電子元件重新針對其組態參數作初始化，或是讓電腦從沒有回應的狀態（死機或是假死機）恢復到正常狀態。電源重啟也可以重設數據機中的網路活動。
電源重啟可以人工進行，例如將其電源開關關閉再打開，也可以透過一些設備、系統或是網路管理監控系統進行，另一種作法是透過某一通訊頻道進行遠端操控。
在資料中心中，遠端的電源重啟一般會透過TCP/IP用電源分配單元來達成。在家中可以用家庭自動化的電力線通信或是IP協定來達到。大部份的互联网服务供应商在其網頁的"how-to"頁面都會說明如何對其設備進行電源重啟。
若電腦沒有回應時，電源重啟是相當常見的標準診斷方式。不過頻繁的電源重啟會造成熱應力。按Reset鍵對軟體也有類似的電源重啟的效果，但因為電源沒有中斷，比較不會造成硬體的問題。另外早期有硬碟的電腦，在關機前需將硬碟讀寫頭歸位（稱為PARK）才能關機，若沒有將硬碟讀寫頭歸位就電源重啟，有可能造成硬碟損壞。

## 歷史用途
在所有的阿波罗计划中，登月雷達需偵測到月球表面，之後才能進行登陸月球作業。但在阿波羅14號時，登月雷達無法鎖定月球表面，控制台告訴太空人要將電源重啟，重啟後登月雷達及時鎖定月球表面，因此完成了那一次的登陸月球計劃。
在羅塞塔號探測丘留莫夫－格拉西緬科彗星的計劃中，菲萊登陸器到達彗星後沒有回應預期的遙測覺醒訊號。工程師認為此問題是因電路中的一個缺陷（glitch）造成，因此工程師重啟電源，登陸器就正常工作了。